# Sphaerias blanfordi
Il pipistrello della frutta di Blanford (Sphaerias blanfordi Thomas, 1891) è un pipistrello appartenente alla famiglia degli Pteropodidi, unica specie del genere Sphaerias (Miller, 1906), diffuso nel Subcontinente indiano e in Indocina.

## Descrizione

### Dimensioni
Pipistrello di piccole dimensioni, con la lunghezza della testa e del corpo tra 75 e 95 mm, la lunghezza dell'avambraccio tra 51,7 e 61 mm, la lunghezza del piede tra 11 e 12 mm, la lunghezza delle orecchie tra 15 e 20 mm, un'apertura alere fino a 41,4 cm e un peso fino a 39 g.

### Caratteristiche craniche e dentarie
Il cranio presenta un rostro allungato ed insolitamente basso mentre la scatola cranica è alta e a forma di cupola. I fori post-orbitali, comuni nelle altre specie simili, sono assenti e le ossa pre-mascellari sono dirette obliquamente in avanti.
Sono caratterizzati dalla seguente formula dentaria:

### Aspetto
La pelliccia è lunga e densa e si estende fino alle tibie. Il colore generale del corpo è bruno-grigiastro, con le parti ventrali più chiare e la nuca, il tratto spinale e l'area lungo le membrane alari cosparse di peli marroni brillanti. I maschi hanno due macchie di peli giallastri ai lati del collo. Il muso è relativamente corto, le narici sono grandi e sporgenti, separate da un profondo solco ben distinto. Le orecchie sono lunghe, ovali, marroni scure ed hanno il margine anteriore marcato di bianco. L'antitrago è piccolo e di forma triangolare. Le membrane alari sono marroni scure, con le ossa metacarpali più chiare ed attaccate posteriormente alla fine della prima falange dell'alluce. È privo di coda e di calcar, mentre l'uropatagio è ridotto ad una sottile membrana densamente ricoperta di peli lungo la parte interna degli arti inferiori.

## Biologia

### Comportamento
Si rifugia in gruppi di 2-5 individui all'interno della vegetazione.

### Alimentazione
Questa specie è stata osservata in aree dove erano presenti alberi del genere Musa, delle specie Harpullia cupanioides, Altingia excelsa, Citrus limonia e delle famiglie Arecaceae e Bambusoideae.

### Riproduzione
In Thailandia sono state osservate femmine in allattamento ed individui immaturi durante il mese di maggio.

## Distribuzione e habitat
Questa specie è diffusa in India: Arunachal Pradesh, Assam, Mizoram, Sikkim, Uttar Pradesh; Cina: Guangxi, Xizang sud-orientale e Yunnan nord-occidentale, Nepal, Bhutan, Myanmar settentrionale e orientale, Thailandia nord-occidentale; Vietnam settentrionale e centrale, Laos settentrionale.
Vive nelle foreste monsoniche montane e foreste umide sempreverdi tra i 308 e i 2.710 metri di altitudine.

## Tassonomia
S.b. motuensis (Cai & Zhang, 1980), descritto in base agli esemplari catturati nello Xizang, non è considerata una sottospecie valida.

## Conservazione
La IUCN Red List, considerata il vasto Areale, la popolazione numerosa, classifica S. blanfordi come specie a rischio minimo (Least Concern)).